# Vilela, Seramil e Paredes Secas
Vilela, Seramil e Paredes Secas (llamada oficialmente União das Freguesias de Vilela, Seramil e Paredes Secas) es una freguesia portuguesa del municipio de Amares, distrito de Braga.

## Historia
Fue creada el 28 de enero de 2013 en aplicación de una resolución de la Asamblea de la República de Portugal promulgada el 16 de enero de 2013 con la unión de las freguesias de Paredes Secas, Seramil y Vilela, pasando su sede a estar situada en la antigua freguesia de Vilela.

## Demografía
| Gráfica de evolución demográfica de Vilela, Seramil e Paredes Secas entre 2011 y 2021 |
|                                                                                       |
| Datos según el nomenclátor publicado por el INE portugués.                            |